# ピーター・ダットン
ピーター・クレイグ・ダットン（英語: Peter Craig Dutton 、1970年11月18日 - ）は、オーストラリアの政治家。
国防大臣（第57代）、内務大臣（第32代）、移民・国境警備大臣（第32代）、保健大臣（第41代）、スポーツ大臣（第23代）、歳入大臣兼財務副大臣（第28代）、労働力参加大臣（第7代）、下院野党院内総務、下院与党院内総務、下院議員（8期）、オーストラリア自由党党首（第18代）を歴任。

## 来歴
2001年11月、クイーンズランド州ディクソン選挙区から下院議員に初当選。以後7期連続当選を果たす。
2022年5月、自由党が総選挙で敗北し、スコット・モリソン党首が辞任したことを受けて、ダットンは党首選への立候補を表明。同年5月30日、無投票で自由党党首に選出され、直後に野党党首に就任した。クイーンズランド州出身者としては初の自由党党首である。
内務大臣在任中の2020年、移民拘禁制度に関する深刻な問題を指摘した報告書が提出されたが、ダットンがこれに対して十分な対応を取らなかったことが後に明らかになった。 さらに2024年2月に公表された「リチャードソン・レビュー」 によって、大臣在職中にダットンが麻薬密輸や汚職などの犯罪行為が疑われる企業と数百万ドル規模の契約を主導していたこと、またそれが米国の制裁に反していた可能性があることが判明した。
2025年5月の選挙で、クイーンズランド州ディクソン選挙区で24年間保持してきた議席を失い、オーストラリア史上初めて選挙で自身の議席を失った野党第一党の党首となった。

## 政策・主張
アメリカ合衆国のドナルド・トランプ大統領の影響を受けており、強硬な右派と評されている。
- 政府の効率化[10]
- 難民排斥[11]
- 反中国[11]
- 原子力発電への支持[12]
- 主流メディアへの批判[13]